# Tenza
Tenza là một thị xã và đô thị ở Departamento Boyacá, thuộc phân vùng Eastern Boyacá.